# Toques et clochers
 (mars 2018).
Si vous disposez d'ouvrages ou d'articles de référence ou si vous connaissez des sites web de qualité traitant du thème abordé ici, merci de compléter l'article en donnant les références utiles à sa vérifiabilité et en les liant à la section « Notes et références ».
Toques et Clochers est une fête gastronomique organisée par les vignerons du Sieur d'Arques afin de promouvoir les différents terroirs du vignoble limouxin.
Elle se déroule lors du week-end des Rameaux autour de Limoux et Saint-Hilaire chaque année depuis 1990. Elle consiste à regrouper dans un village de la région un ensemble de producteurs de vins et un célèbre chef cuisinier pour organiser une vente de vin. L'argent récolté permet de restaurer l'église du village organisateur.

## Historique

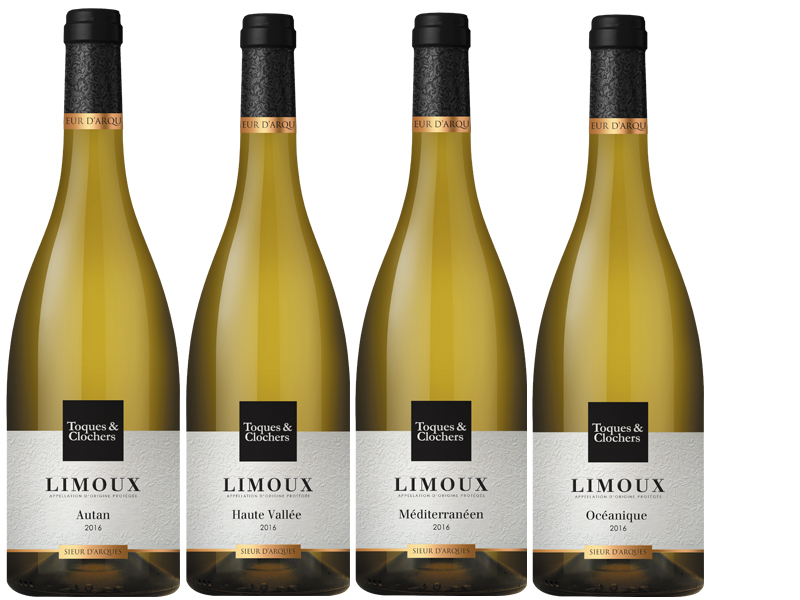
Les 4 terroirs, Toques et Clochers.

Depuis 1990, l'événement s'est déroulé dans plusieurs villages dont le clocher de l'église a été rénové :
- 1991 : Malras ;
- 1992 : Magrie ;
- 1993 : Église Saint-Martin à Limoux ;
- 1994 : Saint-Polycarpe ;
- 1995 : Pomas ;
- 1996 : Fa ;
- 1997 : Loupia ;
- 1998 : La Digne-d'Amont ;
- 1999 : Pieusse ;
- 2000 : Saint-Hilaire ;
- 2001 : Villelongue-d'Aude ;
- 2002 : Pauligne ;
- 2003 : Campagne-sur-Aude ;
- 2004 : Ladern-sur-Lauquet ;
- 2005 : Église Saint Etienne de Cournanel ;
- 2006 : La Digne-d'Aval ;
- 2007 : Alet-les-Bains ;
- 2008 : Église de l'Assomption à Limoux ;
- 2009 : Malras ;
- 2010 : Couiza ;
- 2011 : Basilique Notre-Dame de Marceille à Limoux ;
- 2012 : Antugnac  ;
- 2013 : Gardie et Villebazy ;
- 2014 : Tourreilles ;
- 2015 : Chapelle Saint-Joseph à Limoux ;
- 2016 : Pomas ;
- 2017 : Cépie ;
- 2018 : Loupia (annulé pour cause de solidarité envers les attentats de Carcassonne et de Trèbes) ;
- 2019 : La Digne-d'Amont;
- 2022 : Eglise de la Miséricorde et Château de Flandry à Limoux.
- 2023 : Limoux
- 2024 : Ladern-sur-Lauquet
- 2025 : Cournanel

En 2008, la vente aux enchères de vins de Limoux a permis de récolter jusqu'à 537 750 euros. Le fût dont le prix a été le plus élevé est un fût de Limoux Blanc terroir Haute-Vallée La Serpent d'André Cavaillès qui s'est envolé pour Moscou au prix de 6 100 euros.
En 2014, la vente aux enchères de Toureilles a permis de récolter 561 650 euros.
En 2022, la vente aux enchères a permis de récolter 516 600 euros.